# Atsushi Abe
Atsushi Abe (Japans: 阿部 敦, Abe Atsushi) (Tochigi, 25 maart 1981) is een Japanse seiyu. Hij wordt vertegenwoordigd door Ken Production.

## Anime
- Coyote Ragtime Show (Alex)
- Saint Seiya: The Lost Canvas (Unicorn Yato)
- Shigofumi: Letters from the Departed (Tooru Kotake)
- Shugo Chara! (Kukai Souma)
- Toaru Majutsu no Index (Tōma Kamijō)
- Xam'd: Lost Memories (Akiyuki Takehara)
- Toaru Kagaku no Railgun (Tōma Kamijō)

## Drama-cd
- Shin Megami Tensei: Devil Survivor (Kihara Atsuro)